# Willem II van Vlaanderen
Willem III van Dampierre (1225 – 6 juni 1251) was vanaf 1246 mederegent – met zijn moeder – over het graafschap Vlaanderen. Hij is ook bekend als Willem II van Vlaanderen; in het huis Dampierre is hij (in het Frans) beter gekend als Guillaume III, heer van Dampierre.
Willem was eerste zoon uit het huwelijk van Willem II van Dampierre, heer van Dampierre, en Margaretha van Constantinopel. Tijdens de Vlaams-Henegouwse Successieoorlog werd hij in juli 1246 door een scheidsrechterlijke uitspraak van Lodewijk IX van Frankrijk en bisschop Odo van Tusculum, de jure erkend als erfgerechtigde in Vlaanderen, terwijl Henegouwen werd toegewezen aan Jan van Avesnes, de oudste zoon uit Margaretha's eerste huwelijk.
Willems eigen huwelijk in 1247 met Beatrix, dochter van Hendrik II van Brabant en weduwe van Hendrik Raspe, bleef kinderloos. Van 1248 tot 1250 nam Willem, aan de zijde van Lodewijk IX, deel aan de Zevende Kruistocht.
Hij overleed op een riddertoernooi in Trazegnies, waar hij door een groep ruiters werd vertrappeld, volgens zijn nabestaanden met opzet. Zijn jongere broer, Gwijde III, tweede zoon van de regerende gravin Margaretha van Constantinopel, werd daardoor erfgerechtigde op de troon in Vlaanderen.

## Voorouders
| Voorouders van Willem II van Vlaanderen | Voorouders van Willem II van Vlaanderen                                             | Voorouders van Willem II van Vlaanderen                                             | Voorouders van Willem II van Vlaanderen                                                   | Voorouders van Willem II van Vlaanderen                                                   | Voorouders van Willem II van Vlaanderen                                             | Voorouders van Willem II van Vlaanderen                                             | Voorouders van Willem II van Vlaanderen                                             | Voorouders van Willem II van Vlaanderen                                             |
| --------------------------------------- | ----------------------------------------------------------------------------------- | ----------------------------------------------------------------------------------- | ----------------------------------------------------------------------------------------- | ----------------------------------------------------------------------------------------- | ----------------------------------------------------------------------------------- | ----------------------------------------------------------------------------------- | ----------------------------------------------------------------------------------- | ----------------------------------------------------------------------------------- |
| Overgrootouders                         | Willem I van Dampierre (1130-1161) ∞ Ermengarde van Toucy (?-?)                     | Willem I van Dampierre (1130-1161) ∞ Ermengarde van Toucy (?-?)                     | Archimbald van Bourbon (1140-1167) ∞ 1164 Adelheid van Bourgondië (1146-1192) (1146-1192) | Archimbald van Bourbon (1140-1167) ∞ 1164 Adelheid van Bourgondië (1146-1192) (1146-1192) | Boudewijn de Moedige (1150-1195) ∞ 1169 Margaretha van de Elzas (1145–1194)         | Boudewijn de Moedige (1150-1195) ∞ 1169 Margaretha van de Elzas (1145–1194)         | Hendrik I van Champagne (1126-1181) ∞ 1164 Maria van Frankrijk (1145-1198)          | Hendrik I van Champagne (1126-1181) ∞ 1164 Maria van Frankrijk (1145-1198)          |
| Grootouders                             | Gwijde II van Dampierre (–1216) ∞ 1196 Mathilde I van Bourbon (1165-1228)           | Gwijde II van Dampierre (–1216) ∞ 1196 Mathilde I van Bourbon (1165-1228)           | Gwijde II van Dampierre (–1216) ∞ 1196 Mathilde I van Bourbon (1165-1228)                 | Gwijde II van Dampierre (–1216) ∞ 1196 Mathilde I van Bourbon (1165-1228)                 | Boudewijn I van Constantinopel (1171-1205) ∞ 1186 Maria van Champagne (1174–1204)   | Boudewijn I van Constantinopel (1171-1205) ∞ 1186 Maria van Champagne (1174–1204)   | Boudewijn I van Constantinopel (1171-1205) ∞ 1186 Maria van Champagne (1174–1204)   | Boudewijn I van Constantinopel (1171-1205) ∞ 1186 Maria van Champagne (1174–1204)   |
| Ouders                                  | Willem II van Dampierre (1196-1231) ∞ 1233 Margaretha II van Vlaanderen (1202-1280) | Willem II van Dampierre (1196-1231) ∞ 1233 Margaretha II van Vlaanderen (1202-1280) | Willem II van Dampierre (1196-1231) ∞ 1233 Margaretha II van Vlaanderen (1202-1280)       | Willem II van Dampierre (1196-1231) ∞ 1233 Margaretha II van Vlaanderen (1202-1280)       | Willem II van Dampierre (1196-1231) ∞ 1233 Margaretha II van Vlaanderen (1202-1280) | Willem II van Dampierre (1196-1231) ∞ 1233 Margaretha II van Vlaanderen (1202-1280) | Willem II van Dampierre (1196-1231) ∞ 1233 Margaretha II van Vlaanderen (1202-1280) | Willem II van Dampierre (1196-1231) ∞ 1233 Margaretha II van Vlaanderen (1202-1280) |
| Willem II van Vlaanderen (1225–1251)    |                                                                                     |                                                                                     |                                                                                           |                                                                                           |                                                                                     |                                                                                     |                                                                                     |                                                                                     |